# Beylongue
Beylongue é uma comuna francesa na região administrativa da Nova Aquitânia, no departamento Landes. Estende-se por uma área de 38,13 km². Em 2010 a comuna tinha 362 habitantes (densidade: 9,5 hab./km²).